# HC Lada Toljatti
HC Lada Toljatti (Russisch: ХК Лада Тольятти), is een Russische ijshockeyclub die speelt in de Kontinental Hockey League (KHL). De ploeg werd opgericht in 1976 als "Torpedo". In 1990 veranderde de naam in "Lada" - naar de naam van het meest populaire automerk in Rusland, geproduceerd door de eigenaar van het team, AvtoVAZ. Lada speelt zijn thuiswedstrijden in de Lada Arena in Toljatti.
De eigenaar van HC Lada Toljatti is Oblast Samara.

## Voormalige clubnamen
- Torpedo Toljatti (1976–1989)
- Lada Toljatti (1989–heden)

## Erelijst
IHL Championship (2): 1994, 1996
IIHF Continental Cup (1): 2006
IIHF Europa Cup (1): 1996
Spengler Cup:
- Tweede: 1995